# Povodí Svratky

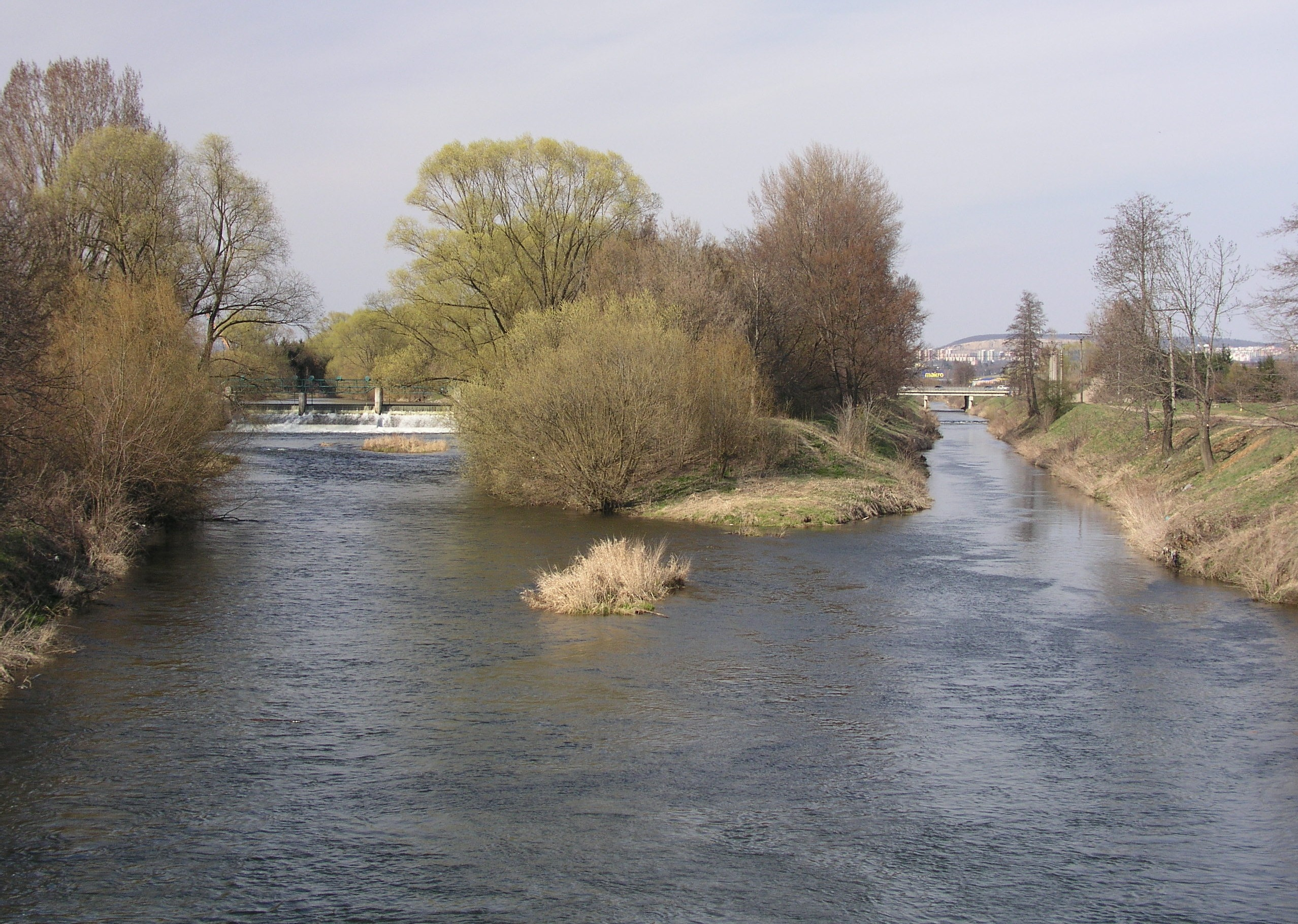
Soutok Svratky (vlevo) a Svitavy pod Brnem

Povodí Svratky je povodí řeky 4. řádu, součást povodí Dyje. Tvoří je oblast, ze které do řeky Svratky přitéká voda buď přímo, nebo prostřednictvím jejích přítoků. 

## Vymezení
Pro vymezení povodí Svratky je určující, zda je řeka Jihlava považována za její přítok, nebo ne. Jihlava se stéká se Svratkou krátce před zaústěním do Věstonické nádrže na Dyji, přičemž její tok je od pramene delší než Svratka, ale je o něco méně vodný. Prakticky (např. z hlediska povodňového managementu) se jedná o dvě rovnocenné řeky se společným ústím (kde Svratka průměrně tvoří 56 % a Jihlava 44 % průtoku). Technicky je ovšem Jihlava přítokem Svratky a byla jím i historicky před vybudováním novomlýnské kaskády. Svratka doplněná o Jihlavu má v místě soutoku s Dyjí podstatně větší průtok i povodí než ona (povodí Svratky vč. Jihlavy vlastně tvoří většinu celého povodí Dyje), takže hydrologicky je zde spíše Dyje přítokem Svratky. Na soutoku (nyní zaplaveném) však Dyje tekla přímo, zatímco Svratka ze strany, takže byla označena jako přítok (je to stejný případ jako soutok Vltavy a Labe).
V širším vymezení má povodí Svratky plochu 7 118,7 km² a je ohraničeno ze severu povodími levostranných přítoků Labe (povodí Chrudimky, povodí Loučné a povodí Orlice) a na západě povodím Sázavy a povodím Lužnice. Na jihu s ním sousedí zbylé povodí Dyje (resp. jejích přítoků Želetavky, Jevišovky, Trkmanky, Kyjovky) a na východě ostatní povodí Moravy. Nejvyšším bodem povodí je s nadmořskou výškou 837 m Javořice v Českomoravské vrchovině.
V užším vymezení bez Jihlavy má povodí Svratky plochu 4 126,2 km² a na jihozápadě je ohraničeno zejména povodím Oslavy a níže pak samotné Jihlavy. Nejvyšším bodem tohoto povodí je Devět skal (836 m).

## Správa povodí
Správou povodí se zabývá závod Dyje státního podniku Povodí Moravy.

## Dílčí povodí
| povodí               | rozloha [km²] | nejvyšší bod | nadmořská výška [m] | odtékající řeka | průtok v ústí [m³/s] | odtok [l/s/km²] |
| -------------------- | ------------- | ------------ | ------------------- | --------------- | -------------------- | --------------- |
| Povodí Jihlavy       | 2992,46       | Javořice     | 837                 | Jihlava         | 12,00                | 4,0             |
| Povodí Svitavy       | 1156,33       | Kočího kopec | 756,0               | Svitava         | 5,22                 | 4,5             |
| Povodí Litavy        | 788,94        | Malina       | 571,1               | Litava          | 1,53                 | 1,9             |
| Povodí Loučky        | 389,41        | Kopeček      | 821,7               | Loučka          | 2,12                 | 5,4             |
| Povodí Bobravy       | 187,32        | u Košíkova   | 539,2               | Bobrava         | 0,43                 | 2,3             |
| Povodí Bílého potoka | 112,74        | Svatá hora   | 679,3               | Bílý potok      | 0,29                 | 2,6             |
| Povodí Šatavy        | 105,40        | u Hlíny      | 461,0               | Šatava          |                      |                 |